# Kerkeheide
De Kerkeheide is een natuurgebied nabij de tot de Antwerpse gemeente Grobbendonk behorende plaats Bouwel.

## Gebied
Het 8,5 ha grote gebied wordt beheerd door Natuurpunt. Het behoorde aanvankelijk aan de parochie van Bouwel en later aan de familie Bosschaert de Bouwel.
De Kerkeheide is een uitloper van de Kempense Heuvelrug en tot omstreeks 1950 was het vooral heidegebied. Het werd door de heren van Bouwel ontwaterd zodat het ook in de winter droog bleef en er een schaapskudde kon grazen. Daarna werd de heide verdrongen door bos. Later werden er nog dennen aangeplant. In 2000 gaf de gemeente het gebied aan Natuurpunt om het weer als heidegebied te beheren.

## Flora en fauna
Er wordt gestreefd naar herstel van de heide, met planten als struikheide, dopheide en tormentil.
Het gebied is rijk aan insecten en spinnen. Ook zijn er veel vogels zoals fitis, boompieper en goudhaantje. Verder zijn er veel paddenstoelen en zeldzame korstmossen zoals de rode heidelucifer.

## Toegankelijkheid
Het gebied is toegankelijk op een 1,5 km lang wandelpad.